# Rosa Valiente
Rosa Danicsa Valiente Nancay (Lima, 26 de junio de 1996) es una deportista (voleibolista) peruana que jugó como Central y que forma parte de la Selección femenina de voleibol del Perú. Rosa fue parte del equipo que ganó la medalla de oro en el  Sudamericano de Menores del 2012, la primera medalla de oro para el Vóley Peruano en esa categoría después de 32 años y la primera medalla de oro en cualquier categoría después de 19 años. Su último equipo fue Deportivo Alianza de la Liga Nacional Superior de Voleibol del Perú.

## Carrera

### 2011: Una Nueva Esperanza
En el mes de noviembre de ese año formó parte del equipo que participó en el Sudamericano Infantil del 2011 realizado en el Estadio Municipal Sergio Matto de Canelones, Uruguay; en el cual se le ganó después de muchos años a Brasil, en un partido para definir al primero del grupo, suceso que devolvió la esperanza a todo un país en este deporte y ganándose desde allí la fe de miles de aficionados, aunque después se perdiera la final con ese mismo equipo quedando así en el segundo puesto de la competencia. Rosa fue una de las dos centrales titulares del equipo, su gran fuerza y su excelente técnica hizo que obtuviera el premio como el mejor bloqueo del torneo.

### 2012: Oro Sudamericano
En el mes de octubre formó parte del equipo juvenil subcampeón sudamericano clasificado al Mundial Juvenil de República Checa; pero al mes siguiente en la categoría sub-18 Rosa fue central titular del equipo que ganó la medalla de oro en el Sudamericano de Menores del 2012, clasificatorio al Mundial de Menores Tailandia 2013; la primera medalla de oro para el Vóley Peruano en esa categoría después de 32 años y la primera medalla de oro en cualquier categoría después de 19 años.

## Clubes
| Club                      | País | Año       |
| ------------------------- | ---- | --------- |
| Túpac Amaru               | Perú | 2010-2013 |
| Alianza Lima              | Perú | 2014-2015 |
| Universidad César Vallejo | Perú | 2015-2016 |
| Túpac Amaru               | Perú | 2016-2019 |
| SPV                       | Perú | 2019-2020 |
| Deportivo Alianza         | Perú | 2021-2025 |

## Resultados

### Premios Individuales
- "Mejor Bloqueo" de la Liga Nacional Juvenil 2011
- "Mejor Servicio" del Campeonato Sudamericano de Voleibol Femenino Sub-16 de 2011
- "Mejor Bloqueo" del Campeonato Sudamericano de Voleibol Femenino Sub-18 de 2012

### Selección nacional

#### Categoría Sub-20 | Juvenil
- 2012:  "Subcampeona",  Sudamericano Juvenil Perú 2012

#### Categoría Sub-18 | Menor
- 2012:  "Campeona",  Sudamericano Menores Perú 2012

#### Categoría Sub-16 | Infantil
- 2011:  "Subcampeona",  Sudamericano Infantil Uruguay 2011

### Clubes
- 2011: 6º Lugar, Liga Nacional Superior Temporada 2011/2012 con Túpac Amaru
- 2011:  "Tercera", Liga Nacional Juvenil 2011 con Túpac Amaru
- 2012: 4º Lugar, Liga Nacional Juvenil 2012 con Túpac Amaru